# NGC 3685
NGC 3685 (również PGC 35305) – galaktyka eliptyczna (E-S0), znajdująca się w gwiazdozbiorze Lwa.
Odkrył ją David Todd 11 grudnia 1877 roku. Pozycja obiektu podana przez odkrywcę obarczona była sporym błędem, jednak wykonany przez niego szkic pozwolił jednoznacznie zidentyfikować zaobserwowany obiekt.